# Shao Shun Ying
Shao Shun Ying (en chino tradicional, 應紹舜; pinyin, Yáo Yun Yin ( n. 1943 ) es un botánico chino, que trabajó académicamente en el Departamento Forestal de la Universidad Nacional de Taiwán; y que hizo estudios de familias de fanerógamas de Taiwán.

## Algunas publicaciones

### Libros
- shao-shun Ying. 1987. Coloured illustrations of ligneous plants of Taiwan. Volumen 1. Parte 3 de Taiwan zhi wu cai se tu jian. Edición revisada de The Author, 553 pp.

- -----------------------. 1985. Coloured illustrated flora of Taiwan: with the introduced plants. Editor Ying, 530 pp.

- -----------------------. 1980. Coloured illustrations of herbaceous plants of Taiwan. Parte 4. 256 pp.

- -----------------------. 1979. Coloured illustrations of ligneous plants of Taiwan. Volumen I. 341 pp.

- -----------------------. 1978. Alpine plants of Taiwan in color. Vol. II. Editor Dept. of Forestry, National Taiwan University, 467 pp.

- -----------------------. 1977. Coloured illustrations of indigeous orchids of Taiwan. Volumen II. Editor Dept. of Forestry, National Taiwan University, 565 pp.

- La abreviatura «S.S.Ying» se emplea para indicar a Shao Shun Ying como autoridad en la descripción y clasificación científica de los vegetales.[2]